# Château des Milandes
Le château des Milandes est un château français situé dans la commune de Castelnaud-la-Chapelle, dans le département de la Dordogne. Il est célèbre pour avoir été la résidence de Joséphine Baker.

## Localisation
Établi en Périgord noir dans la commune de Castelnaud-la-Chapelle, le château des Milandes domine le lit de la Dordogne d'une cinquantaine de mètres, sur une hauteur en rive gauche. Il est protégé au titre des monuments historiques.

## Historique

### Famille de Caumont
Le château des Milandes est bâti en 1489 et constitue alors la demeure principale des seigneurs de Caumont, qui possèdent aussi le château de Castelnaud. 
Le bâtiment est transformé par François de Caumont pour son épouse, qui souhaite habiter un lieu moins austère et plus lumineux. Des fenêtres à meneaux couvertes de vitraux sont percées mais les tourelles, les escaliers à vis et les gargouilles, éléments architecturaux du Moyen Âge, sont conservés. 
Jacques Nompar de Caumont, serviteur du roi Henri IV, séjourna au château de nombreuses fois.

### Abandon et rachat

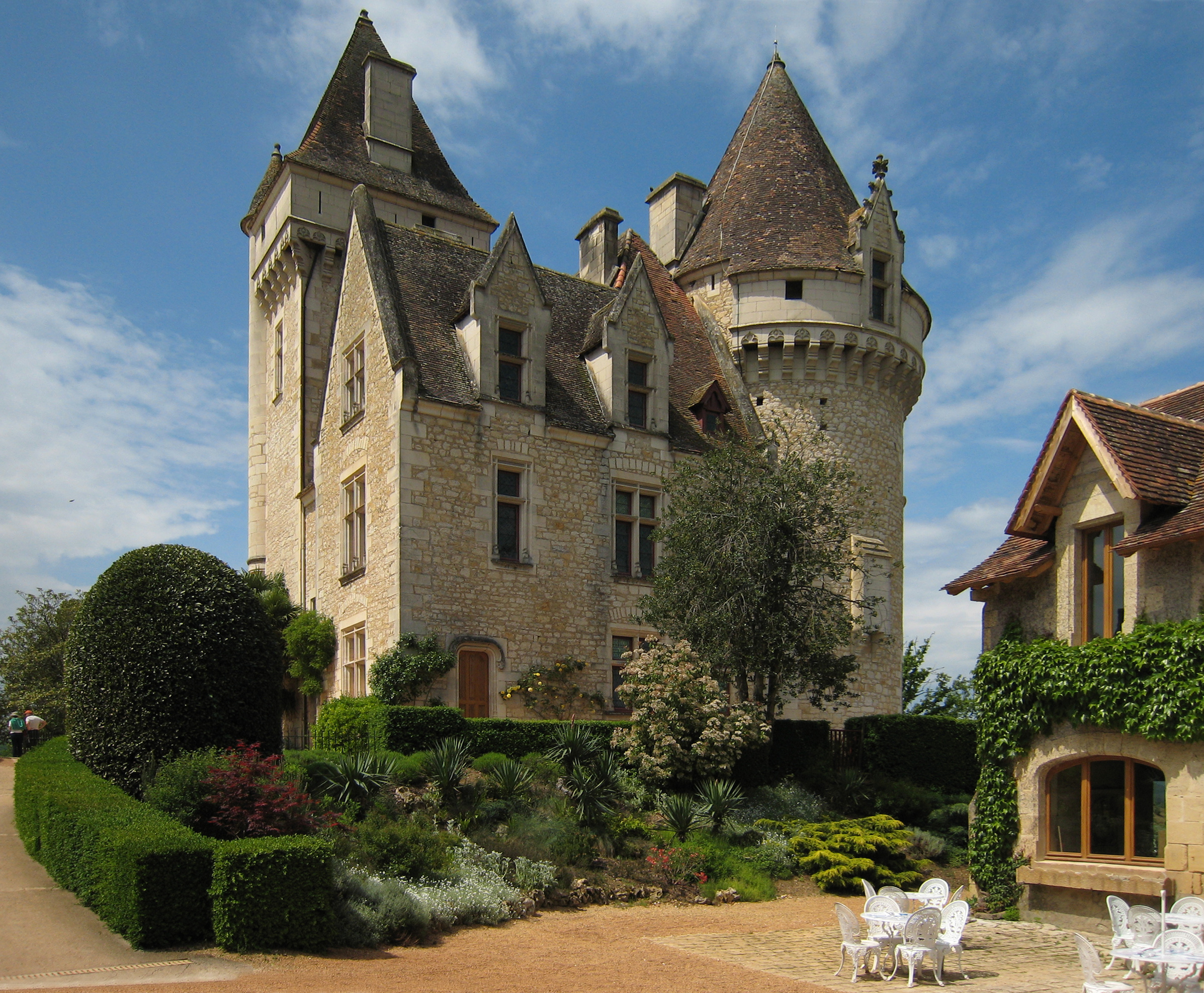
Vue d'une partie des constructions néo-gothiques.

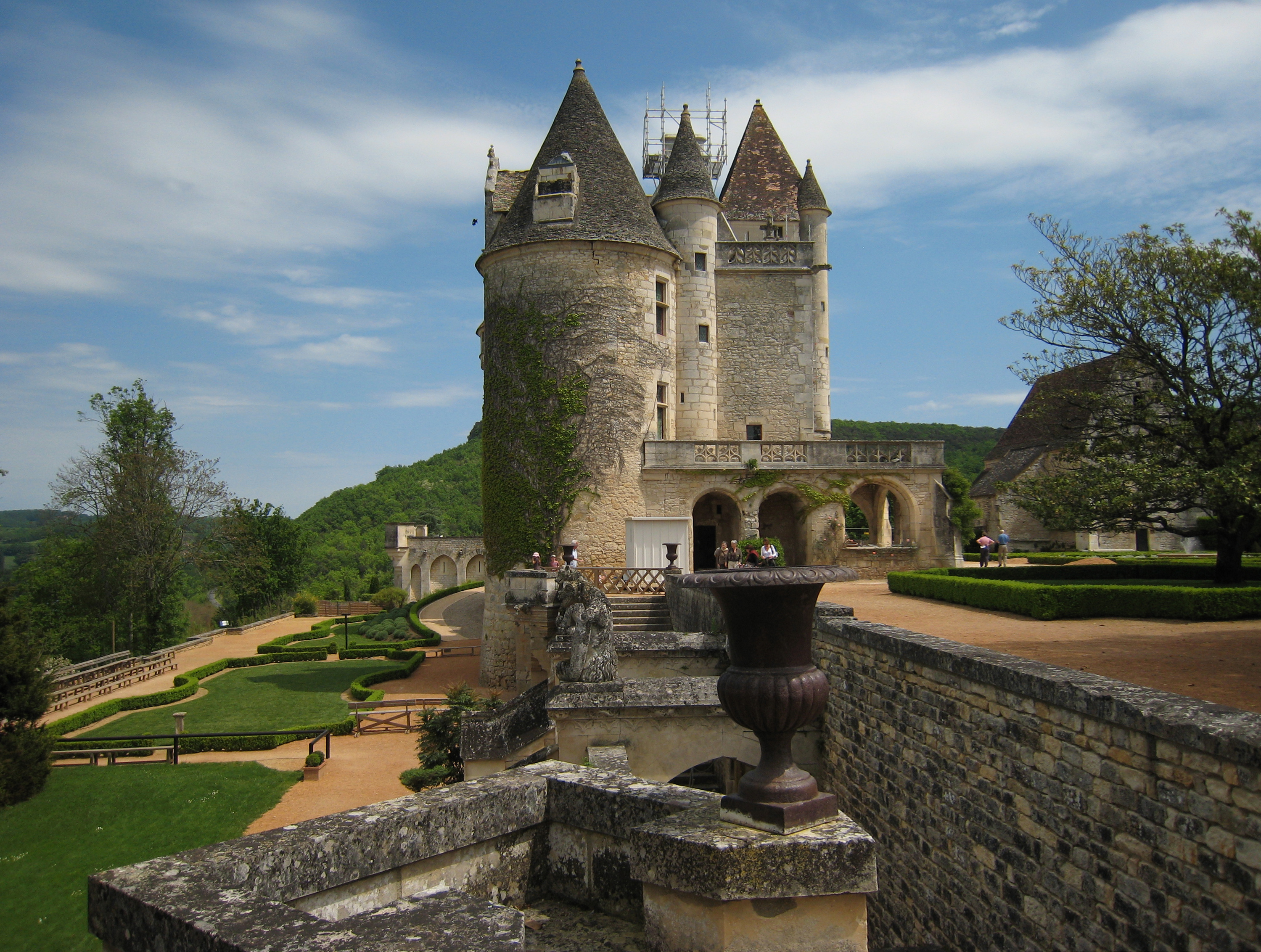
Vue partielle du château avec les jardins à la française.

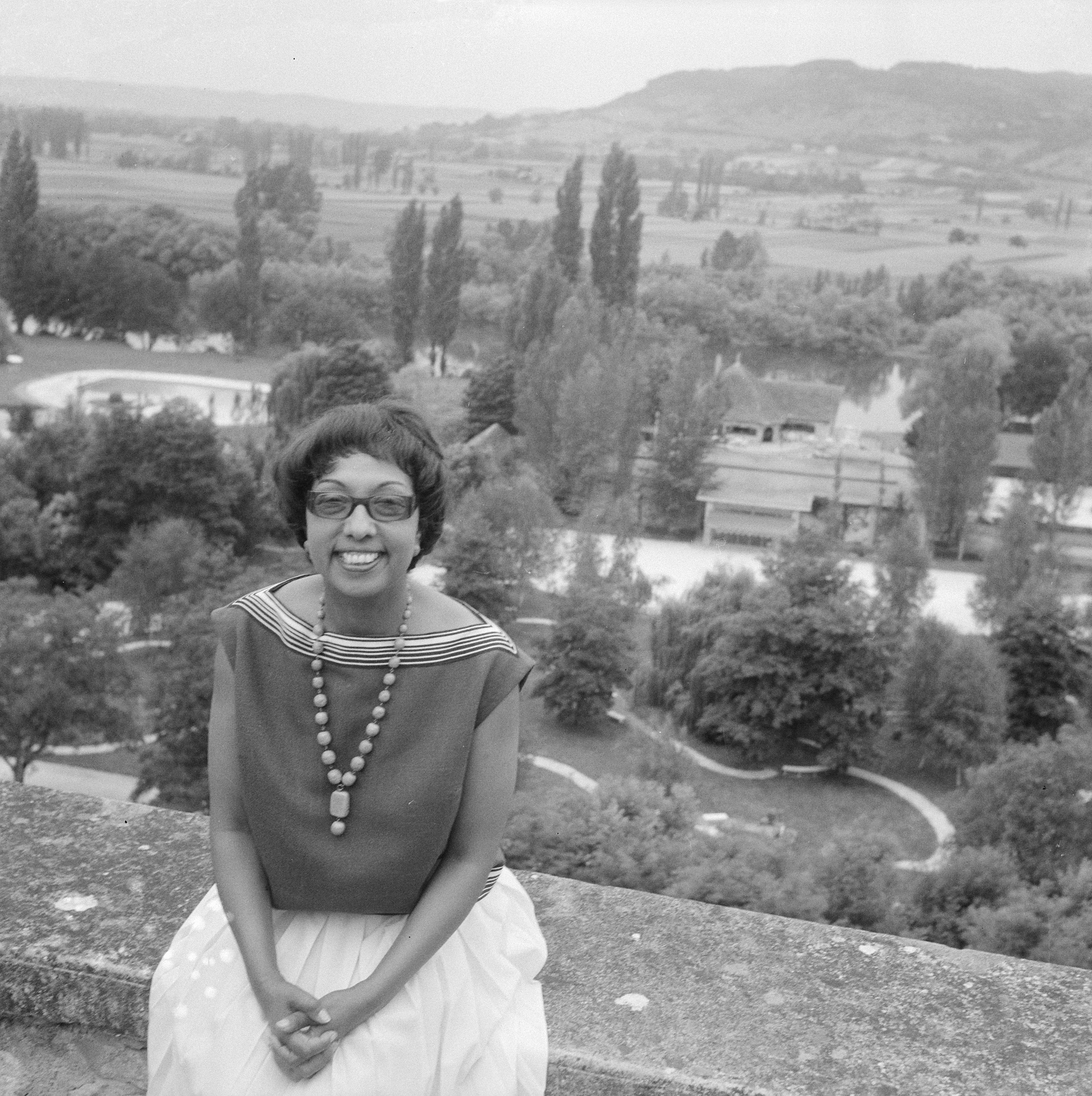
Joséphine Baker en 1961 au château des Milandes.

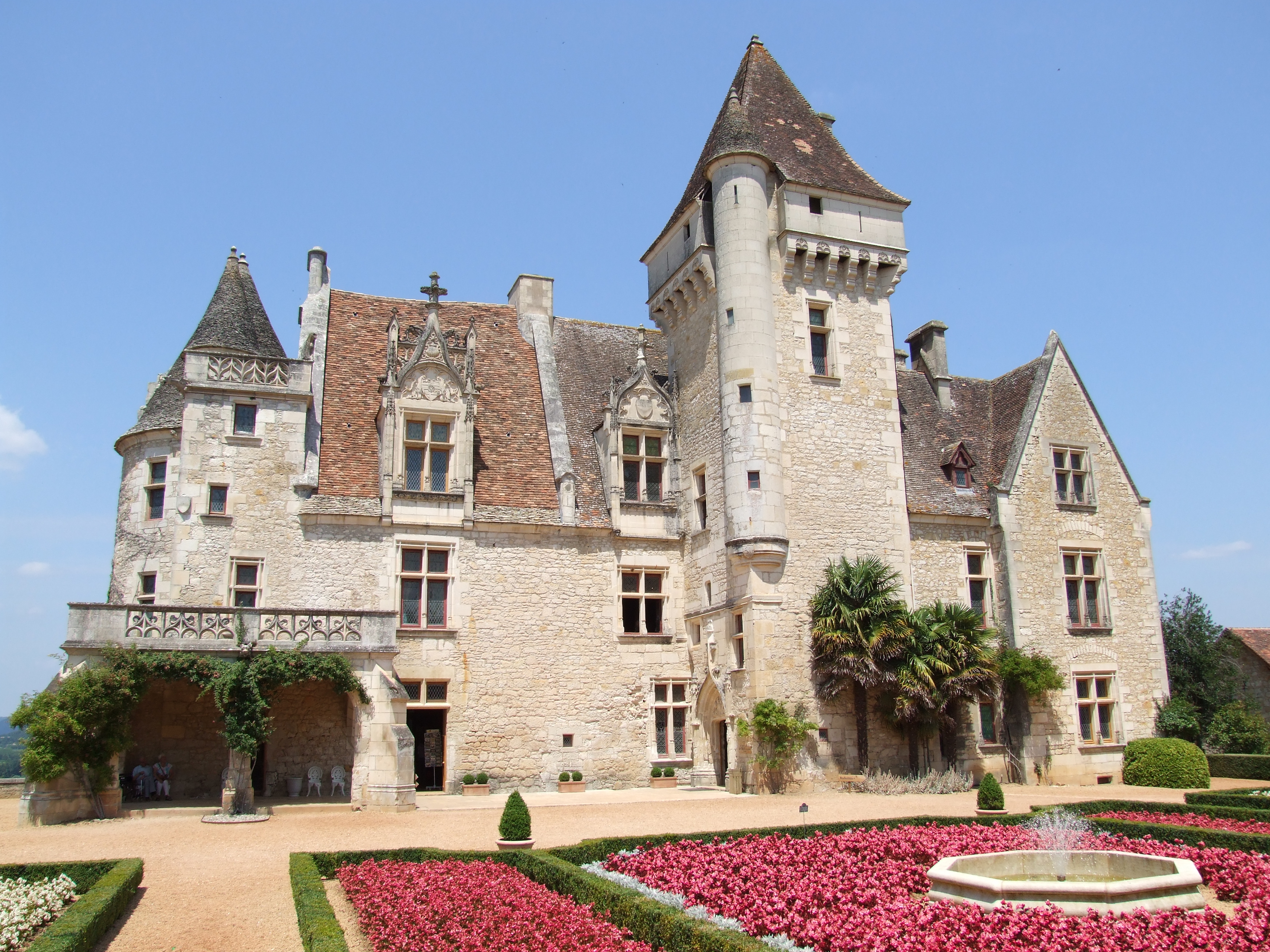
Façade sud-est du château avec vue sur ses jardins fleuris à la française.

La Révolution française entraîne l'abandon du château, qui est vendu au XIXe siècle. 
Après un incendie dû au manque d'entretien, en 1900 Charles-Auguste Delbret-Claverie, industriel ayant fait fortune avec les corsets orthopédiques (qui employa 500 ouvriers), le rachète et commence à le restaurer.
Sous la direction de l'architecte en chef des Monuments historiques Henri Lafillée (1859-1947), de nouveaux éléments de style néo-gothique et néo-Renaissance sont ajoutés, comme des tours, des logis, des balcons, des balustrades agrémentées de sculptures allégoriques, et un jardin à la française est créé en 1908 par Jules Vacherot . L'ensemble est complété par un chai et une ferme. 
Après sa mort en 1914, sa veuve vend le château à un particulier ; à la suite d'une erreur du service du cadastre, la chapelle bâtie en 1503, qui devint temple du fait que les seigneurs se sont convertis au protestantisme (exercice dit « de fief »), et où en 1947 se maria — pour la quatrième fois — la nouvelle propriétaire Joséphine Baker avec le chef d'orchestre Jo Bouillon, est exclue du domaine et classée bien vacant et sans maître par l'administration fiscale après avoir été indûment attribuée à la commune ; ce n'est qu'en 2018-2019 qu'elle a réintégré le domaine du château, dont elle est une dépendance depuis son édification. Inscrite au titre des monuments historiques le 9 juin 1926, une crypte a été découverte sous cette chapelle ainsi que des fresques du XVIe siècle dont un saint Christophe haut de quatre mètres.

### Joséphine Baker
Le château constitue la résidence de la chanteuse et meneuse de revue Joséphine Baker, qui le loue à partir de 1937 et l'achète, dix ans plus tard, avec son nouveau mari Jo Bouillon. Elle avait découvert la bâtisse après avoir fait connaissance de son propriétaire, le médecin du paquebot Normandie, lors d'une traversée entre Le Havre et New York en 1935.
C'est à cette époque que sont installés l'eau courante, l'électricité et un système de chauffage central. Encore fortunée, Joséphine Baker embellit par ailleurs la demeure (sol en mosaïque, salle de bains noire et or inspirée du flacon du parfum Arpège, etc.) et collectionne les animaux exotiques dans son parc. Elle développera aussi un complexe touristique avant-gardiste (hôtel, bar-restaurant-salle de spectacle, musée de cire, boulodrome, minigolf, courts de tennis, piscine, etc.), baptisé « Village du Monde », où n'hésitent pas à se produire plusieurs artistes (Gilbert Bécaud, Hervé Vilard, Luis Mariano ou encore Dalida). Le couple Bouillon-Baker est en effet propriétaire de la quasi-totalité des maisons du bourg autour du château et de 300 hectares de terres. Elle vivra dans cette propriété avec ses douze enfants adoptés de neuf nationalités différentes, qu'elle surnomme sa « tribu arc-en-ciel ». Ils sont l'objet de reportages photo de Paris Match ou de Jours de France. La chanteuse évoque ces années heureuses dans sa chanson Dans mon village et dans le conte La Tribu Arc-en-ciel (1957), même si elle s'absente souvent pour des tournées musicales ou pour donner des conférences contre le racisme.
Un épisode évoquant sa présence est raconté dans le roman de Johannes Mario Simmel On n’a pas toujours du caviar (1963).
En 1964, à la suite de problèmes financiers lancinants (dès 1957, la famille accuse une dette de 85 millions d'anciens francs) dus à une baisse de fréquentation du complexe, de dépenses trop élevées et de factures gonflées par des artisans de la région, la mise en vente aux enchères du château est annoncée. Grâce à l'intervention de l'actrice Brigitte Bardot, qui lance un appel aux Français, la constitution d'un comité autour de l'écrivain François Mauriac et l'aide financière du roi du Maroc Hassan II, du leader cubain Fidel Castro ou encore du président ivoirien Félix Houphouët-Boigny, un répit s'installe provisoirement. Joséphine Baker refuse l'offre pourtant apparemment avantageuse de Gilbert Trigano, qui souhaitait reprendre l'exploitation du complexe touristique en lui laissant l'usufruit du château. Il est finalement vendu pour un dixième de sa valeur en 1968.
Faisant jouer la loi française, elle obtient un sursis qui lui permet de rester sur place jusqu'au 15 mars 1969. Cependant, alors qu'elle est en tournée, elle apprend que le nouveau propriétaire a investi les lieux. Elle s'y oppose et investit seule la cuisine dans laquelle elle se barricade, ses enfants étant confiés à sa sœur et placés dans des établissements scolaires parisiens.
Profitant d'une de ses sorties de la pièce pour aller chercher de l'eau, les ouvriers ou employés du nouveau propriétaire, qui ont pour consigne de lui faire quitter le château, referment la porte derrière elle. Elle passe la nuit sur les marches du perron et doit être transportée à l'hôpital le lendemain ; cet événement tourne en sa faveur et elle obtient finalement une autorisation judiciaire de réintégration dans la cuisine.
Avec ses enfants, Joséphine Baker finit par déménager à Paris puis à Monaco (elle était séparée de Jo Bouillon depuis 1963).

### L'« après » Joséphine Baker

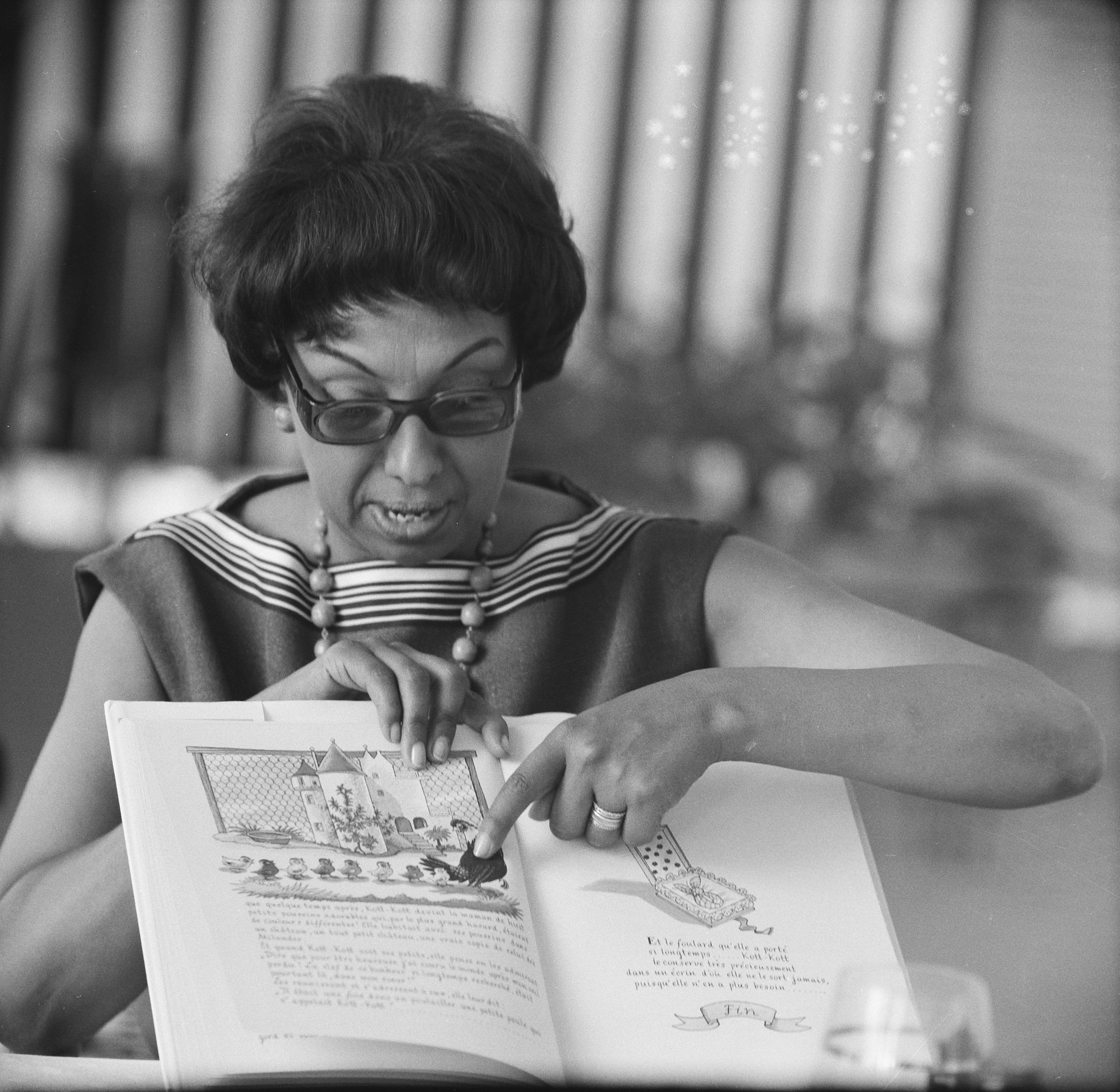
Joséphine Baker, en juin 1961, au château des Milandes.

Depuis Joséphine Baker, quatre familles se sont succédé au château. 
Les terrasses, façades et toitures du château sont inscrites au titre des monuments historiques le 29 août 1986. Depuis 2001, le château accueille une exposition sur Joséphine Baker et des travaux de restauration sont effectués. 
En 2001, Henry et Claude de Labarre, qui avaient une maison sur la rive opposée de la Dordogne, en face du château, l'achètent et en commencent la restauration,  avant d'en confier la gestion en 2006 à leur fille, Angélique de Saint-Exupéry,.
Le 7 décembre 2009, le château, son chai, son jardin à la française et les anciennes écuries sont inscrits en totalité au titre des monuments historiques. Chaque année, des spectacles de rapaces sont présentés de juillet à la mi-octobre.
En 2013 est apposé, sur l’entrée du château le label Maisons des Illustres créé en 2010 par le ministère de la Culture et de la Communication dont l'objectif est de faire connaître des lieux ouverts au public, anciennes demeures de personnalités qui ont influencé l’Histoire. C’est le troisième site de la Dordogne à bénéficier de ce label, après le château de Montaigne, à Saint-Michel-de-Montaigne, et celui de Hautefort.
En 2022, le château a attiré 200 000 visiteurs, ce qui en fait le cinquième site touristique du département.